# Jakoruda-Gletscher
Der Jakoruda-Gletscher (bulgarisch ледник Якоруда lednik Jakoruda) ist ein in südsüdöstlich-nordnordwestlicher Ausdehnung 2,5 km langer und 5 km breiter Gletscher auf Greenwich Island im Archipel der Südlichen Shetlandinseln. Er liegt südlich des Greaves Peak und der Crutch Peaks sowie westlich des Lloyd Hill und fließt westwärts zur Berende Cove.
Die bulgarische Kommission für Antarktische Geographische Namen benannte ihn 2005 nach der Stadt Jakoruda im Südwesten Bulgariens.